# Jianshanopodia
Jianshanopodia foi um gênero pertencente à família Anomalocaridae do Cambriano. Seus apêndices frontais para agarrar tem placas em forma de cunha. Seus membros são bifurcados, ao invés de serem inclinados como as garras de muitos lobopodes são. Tem um intestino cheio de segmentos cercado por uma série repetida de divertículos. É pensado que ele sugou presas com sua pequena "tromba". É principalmente encontrado no fundo do mar, mas sabia nadar, quando necessário.